# Micrommata virescens
Micrommata virescens (Clerck, 1757) è un ragno della famiglia Sparassidae.

## Descrizione

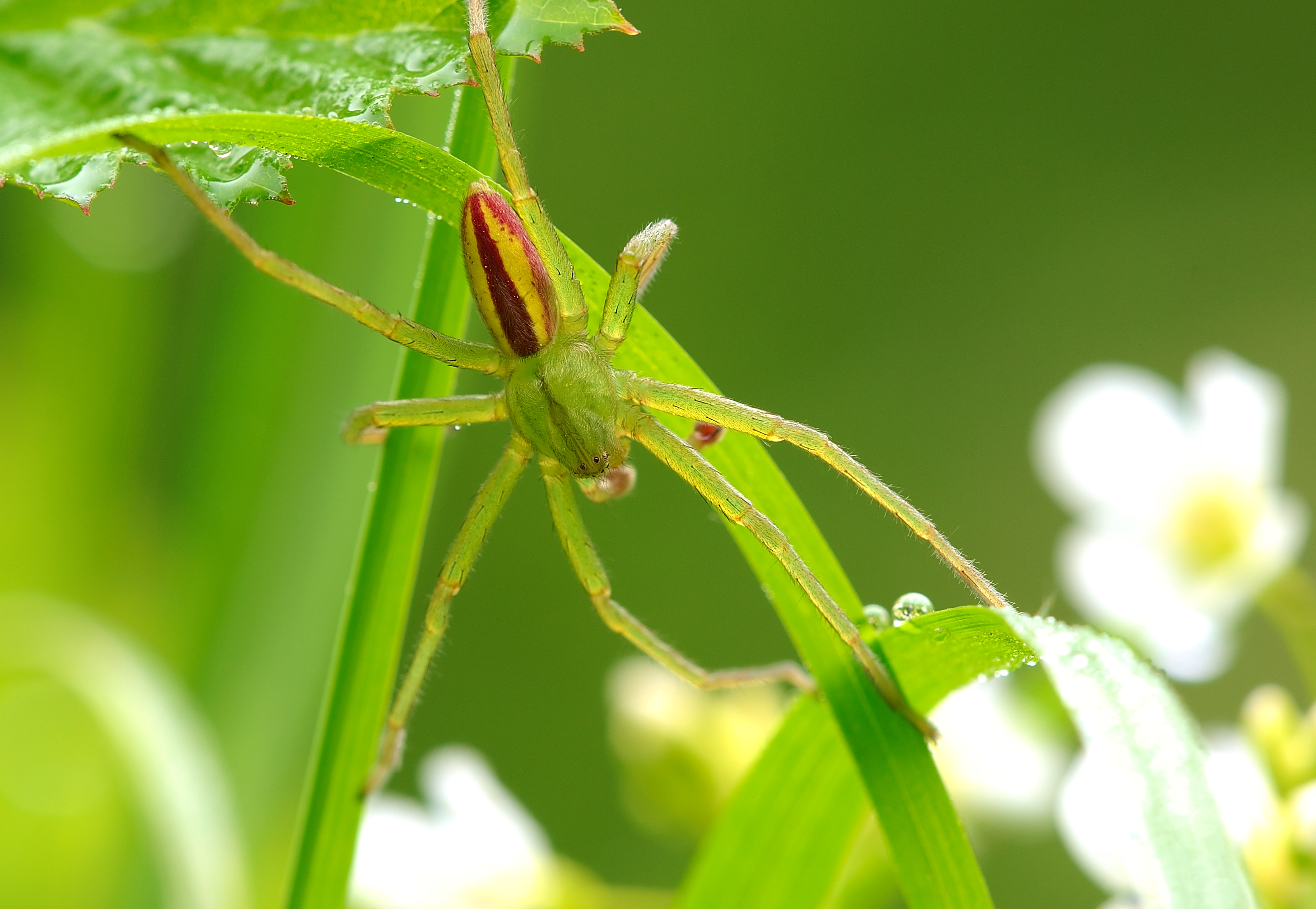
Esemplare maschio.

Questa specie ha spesso una colorazione verde dovuta a pigmenti biliari. Le femmine sono completamente verdi, i maschi hanno striature nere sull'addome. Il corpo può raggiungere i 12-15 mm nelle femmine e i 8-10 mm nei maschi. Gli otto occhi sono disposti su due file e circondati da peli bianchi.

## Biologia
Questa specie presenta un percorso di crescita abbastanza lungo: impiega 18 mesi per raggiungere l'età adulta. Le femmine sono sessualmente attive da maggio a settembre e i maschi, solitamente, muoiono pochi giorni dopo l'accoppiamento. A luglio, solitamente, le femmine raccolgono le uova in una sacca, tenuta insieme da foglie e che custodirà fino alla schiusa, quando usciranno 40 o 50 piccoli. È di abitudini diurne e per cacciare non costruisce ragnatela ma caccia all'agguato sfruttando la colorazione mimetica.

## Distribuzione e habitat
Micrommata virescens è presente nella regione paleartica: si trova nell'Europa settentrionale e centrale, Italia compresa, e nella parte meridionale della Gran Bretagna. Predilige ambienti come i margini dei boschi, prati e radure, dove si muove in mezzo all'erba o sui rami bassi degli alberi.